# Bahiachachalaca
Bahiachachalaca (Ortalis araucuan) är en fågel i familjen trädhöns inom ordningen hönsfåglar. Den förekommer endast i skogsområden i östra Brasilien. Arten minskar i antal, men beståndet anses vara livskraftigt.

## Utseende och läte
Bahiachachalacan är en medelstor chachalaca med rostfärgad hjässa och fläckar på strupe och bröst som kontrasterar mot vit undersida. Liksom andra chachalacor är den mycket ljudlig, med ett upprepat "ha-ga-GAA-gogok" som utförs i duett.

## Utbredning och systematik
Fågeln återfinns i östra Brasilien. Den behandlas som monotypisk, det vill säga att den inte delas in i några underarter. Tidigare betraktades den som en underart till spräcklig chachalaca (O. guttata).

## Levnadssätt
Bahiachacalacan hittas i olika skogstyper, som ungskog, caatinga och kustskogar. Där födosöker den mestadels uppe i träden och endast tillfälligtvis på marken. Den uppträder vanligen i smågrupper om mindre än åtta individer.

## Status och hot
Arten har ett stort utbredningsområde och en stor population, men tros minska i antal, dock inte tillräckligt kraftigt för att den ska betraktas som hotad. Internationella naturvårdsunionen IUCN kategoriserar därför arten som livskraftig (LC).

## Namn
Bahia är en delstat i östra Brasilien där fågeln förekommer. Dess vetenskapliga artnamn araucuan kommer från tupispråkets Aracuā, "snabb fågel", för en typ av chachalaca.